# Bumetopia oshimana
Bumetopia oshimana är en skalbaggsart som beskrevs av Stefan von Breuning 1939. Bumetopia oshimana ingår i släktet Bumetopia och familjen långhorningar. Inga underarter finns listade.